# Donazac
Donazac är en kommun i departementet Aude i regionen Occitanien  i södra Frankrike. Kommunen ligger  i kantonen Alaigne som ligger i arrondissementet Limoux. År 2022 hade Donazac 111 invånare.

## Befolkningsutveckling
Antalet invånare i kommunen Donazac
Referens: INSEE